# Rananeida Corona
Rananeida Corona is een corona op de planeet Venus. Rananeida Corona werd in 1985 genoemd naar Rananeida, godin van de lente en de vruchtbaarheid in de Sami-cultuur.
De corona heeft een diameter van 448 kilometer en bevindt zich ten westen van Varma-Ava Dorsa in het quadrangle Metis Mons (V-6). In het zuidoosten van de corona ligt de inslagkrater Outi.